# Irene (Band)
Irene war eine schwedische Twee-Indiepop-Band aus Göteborg.

## Bandgeschichte
Irene wurde 2005 von Tobias Isaksson und Freunden angeblich spontan in ihrer Stammkneipe in Göteborg gegründet. Jedenfalls kannten sich die Bandmitglieder bereits vorher und die Gruppe wuchs schließlich bis zum Herbst 2005 auf ein Oktett an. Zeitweise spielten und sangen sogar bis zu 12 Musiker in der Band. Kurz darauf wurde das schwedische Independent-Label Labrador Records auf die Gruppe aufmerksam und nahm sie unter Vertrag. Im Frühjahr 2006 konnte mit Baby I Love Your Way schon die erste Single veröffentlicht werden, der im August die EP Little Things (That Tear Us Apart) folgte.
Im Herbst brachte die Band ihr Debütalbum Apple Bay heraus, ein 24 Minuten kurzer Up-Beat-Tribut an die 60er Jahre, der von Pitchfork Media sehr gute Kritiken erhielt. Apple Bay wurde über Vertriebspartner von Labrador auch in den USA, Australien, Thailand und Taiwan verkauft. Im Frühjahr 2007 tourte die Band in England, Frankreich, Spanien und Deutschland. Auf der Tour konnte sich die Band auch musikalisch weiterentwickeln. Dementsprechend klang auf dem im selben Jahr erschienenen Album Long Gone Since Last Summer der Westcoast-Sound zwar vertraut, aber mit seinen melancholischen Zwischentönen auch facettenreicher. Im Herbst 2007 war Irene wieder in ihrer Heimat Schweden unterwegs und zu Beginn des Jahres 2008 startete die Band eine Tour durch Spanien. Seitdem gab es kein weiteres Lebenszeichen von der Band.

## Trivia
Tobias Isaksson spielte vorher bei der Band Laurel Music.

## Diskografie

### Alben
- 2006: Apple Bay (Labrador)
- 2007: Long Gone Since Last Summer (Labrador)

### EPs
- 2006: Little Things (That Tear Us Apart) (Labrador)

### Singles
- 2006: Baby I Love Your Way (Labrador)
- 2007: Christmas On The Beach (Labrador)